# Oreopsyche
Oreopsyche is een geslacht van vlinders van de familie van de zakjesdragers (Psychidae). De wetenschappelijke naam van dit geslacht is voor het eerst voorgesteld door Adolph Speyer in een publicatie uit 1865.

## Soorten
- Oreopsyche tenella (Speyer, 1862)
- Oreopsyche vorbrodtella (Wehrli, 1920)